# Ударная установка

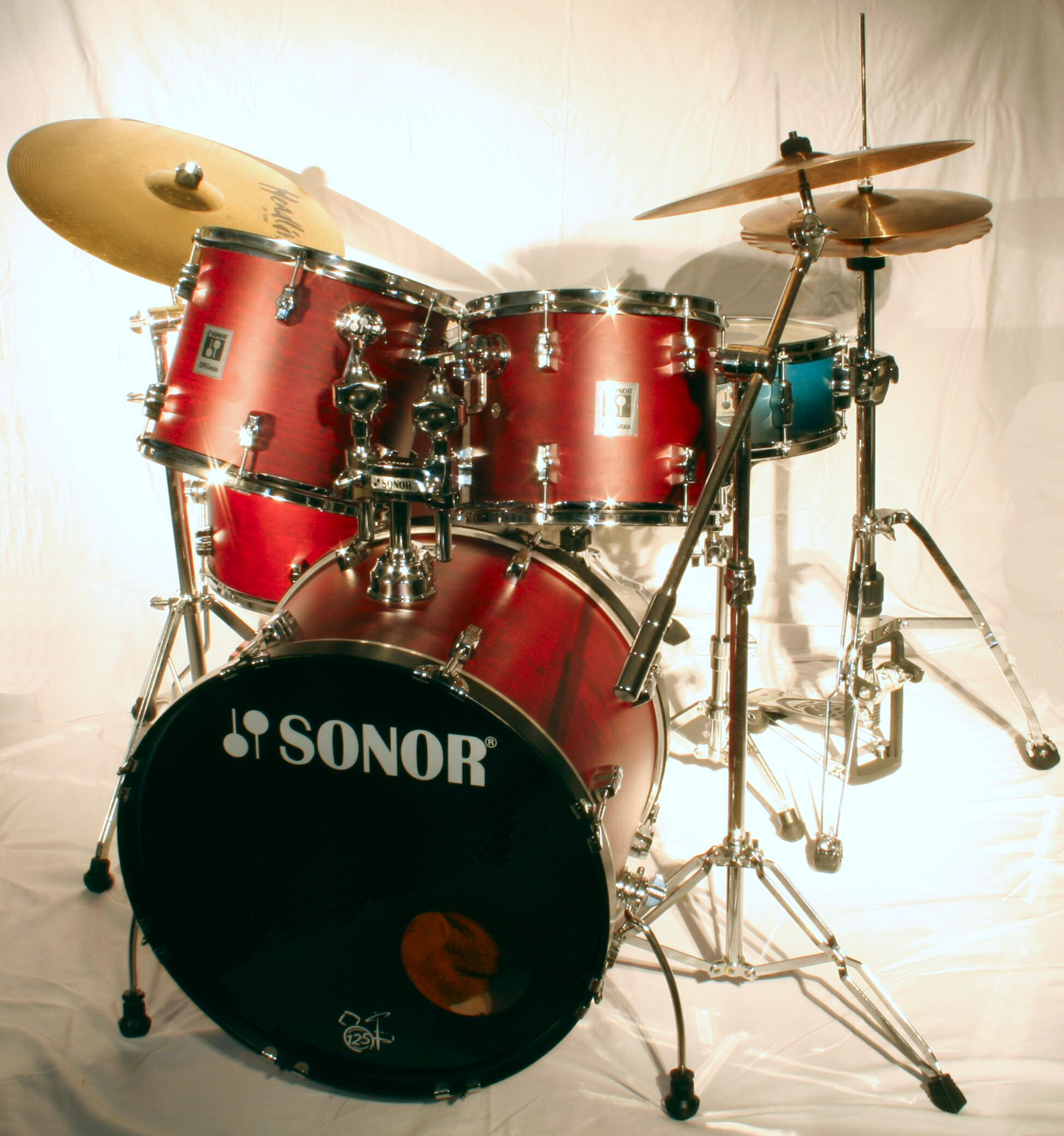
Стандартная ударная установка, состоящая из малого барабана, трёх том-томов и бас-барабана, а также трёх тарелок — хай-хета, райда и креша

Уда́рная устано́вка — набор ударных инструментов (барабанов, тарелок и других), использующихся совместно одним барабанщиком. Применяется в рок-группах, джазовых и эстрадных ансамблях и оркестрах, иногда в симфонических, духовых и камерных оркестрах.
По отдельным инструментам установки играют барабанными палочками, кисточками, различными щётками и колотушками. Для игры на хай-хэте и бас-барабане используются педали, поэтому барабанщик играет, сидя на специальном стуле или табурете.

## История

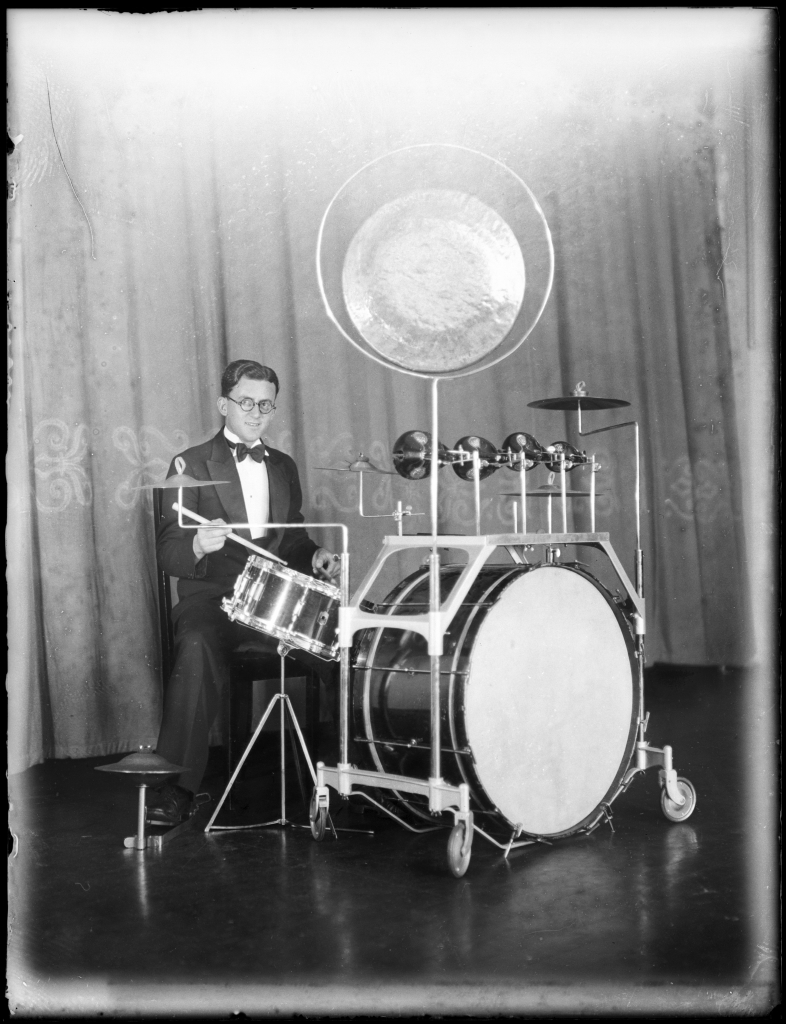
Барабанщик танцевального оркестра, 1935 г. Левша. Обратите внимание на тарелку у правой ноги

Также см. История барабана, История том-тома
Ударная установка сильно изменялась со временем и изменяется постоянно. Значимую роль в развитии играют популярные музыкальные стили, знаменитые музыканты и конструкторы, также развитие технологии производства инструментов.
В конце XIX века возникает джаз. Примерно в 1890 году барабанщики Нового Орлеана начали приспосабливать свои барабаны к условиям сцены, чтобы один исполнитель мог играть на нескольких инструментах сразу. Ранние ударные установки были известны под коротким рекламным названием «trap kit». Бас-барабан этой установки пинали ногой или использовали педаль без пружины, не возвращавшуюся в исходное положение после удара, но в 1909 г. Ф. Людвиг сконструировал первую педаль бас-барабана с возвратной пружиной.
В 1920 г. Компания Gretsch стала производить корпуса барабанов по технологии многослоевого расслоения дерева. Первые обечайки были трёхслойными, в дальнейшем эта технология была усовершенствована: в начале 1940-х компания изменила структуру и способ соединения обечаек, этот способ используется и сегодня.
В начале двадцатых годов был популярен «snowshoe» или чарльстон — ножная педаль, состоявшая из двух пластин размером со стопу, с прикреплёнными к ним двумя тарелками. Около 1925 года барабанщики стали использовать «low boy» или «sock» тарелки. Эти парные тарелки располагались на коротком стержне и так же управлялись ногой. В 1927 году появился первый «high boys» или «high hat», позволявший исполнителю играть на нём как педалью, так и палочками, или комбинировать оба способа.
В 1918 г. в продаже появилась первая ударная установка Ludwig «Jazz-er-up». Установка включала в себя большой барабан 24`х8`(с колотушкой и прикрепленным вуд-блоком), малый барабан 12`х3`, и подвесную тарелку. Барабанщики начали использовать настраиваемые том-томы, стойки для установки различных инструментов.
В 1931 г. Ludwig и Slingerland стали производить литую фурнитуру для барабанов. Были отобраны и развиты компоненты установки, сборка стала более качественной.
В 1935 г. Джин Крупа, барабанщик оркестра Бенни Гудмена, впервые начинает использовать «стандартную» установку из 4 барабанов, произведенную Slingerland. Развивалась техника игры, Джин впервые выступил как полноправный солист оркестра.
В 1940—1960 гг. происходит новое значительное изменение — джазовые и рок-барабанщики добавляют в свою установку второй бас-барабан.
Примерно в то же время произошло ещё одно событие: Чик Эванс и Ремо Белли независимо друг от друга изобрели пластиковые мембраны барабанов на замену кожаным. Новые пластики позволили более точно настраивать барабан, не были подвержены влиянию погоды, колебаниям влажности.
В 1962—1964 гг. Ринго Старр в составе The Beatles выступил на американском телевидении в шоу Эда Саливана. Началась битломания. Выпуск барабанов Ludwig удвоился.
Следующий этап (1970—1980) связан с зарождением и развитием хард-рока. Музыканты начали поиск нового звучания барабанной установки: стали использовать томы без резонансного пластика, увеличивать глубину барабана и добавлять новые барабаны в установку. Звук стал более громким, пробивающим. Стала широко развиваться технология записи ударных. Появились барабанные синтезаторы, драм-машины, но они не смогли заменить живых барабанщиков.
Первая двойная педаль для бас-барабана была выпущена компанией Drum Workshop в 1983 г. Теперь барабанщикам не обязательно использовать два бас-барабана, а достаточно поставить один и играть на нём сразу двумя педалями.
1990 г. Pearl и Tama изобретают систему крепления RIMS, при которой том крепится к стойке без просверливания дополнительного отверстия в барабане. Это позволяет избежать нежелательных вибраций и лишнего отверстия в корпусе..

## Состав
Разные жанры музыки диктуют стилистически соответствующий состав инструментов в барабанной установке. Но обычно это бас-барабан, малый барабан, хай-хэт, три тома, тарелка «райд» и тарелка «крэш».
В стандартную ударную установку входят следующие элементы:
Барабаны
- Малый, рабочий барабан — ведущий барабан установки.
- Том-томы: напольный том-том (или просто том) и два альтовых том-тома (высокий и низкий).
- Бас-барабан, бочка.

Тарелки
- Хай-хэт (hi-hat) — парные тарелки, установленные на одном стержне и управляемые педалью.
- Райд (ride) — ведущая тарелка со звонким и коротким звуком.
- Крэш (crash) — тарелка с мощным, шипящим звуком для выделения акцентов.

Количество инструментов в установке различно у каждого исполнителя и его стиля. Самые минимальные установки используются в рокабилли и диксиленд джазе, а установки исполнителей прогрессивного рока, фьюжн, метала обычно включают широкий набор инструментов: барабанщики используют дополнительные тарелки (объединяются термином эффект-тарелки: сплэш (splash), чайна (china) и др.) и том-томы или малые барабаны, также используются два хай-хэта.
Некоторые производители предлагают другой вариант ударной установки с 1 навесным и 2 напольными том-томами. Среди исполнителей, использующих такой вариант установки — Фил Радд (AC/DC), Тре Кул (Green Day), Чад Смит (Red Hot Chili Peppers), Хена Хабеггер (Gotthard) и Джон Бонэм (Led Zeppelin).
В тяжёлой музыке (метал, хард-рок и т. д.) часто используется два бас-барабана или двойная педаль (т. н. «кардан») — две педали, соединенные карданным валом так, что обе колотушки бьют в один бас-барабан поочерёдно.

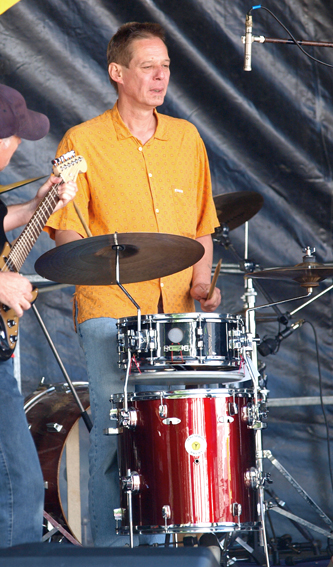
Игра на cocktail drum

Существует упрощённый вариант ударной установки, называемый  англ. cocktail drum.
| Инструмент    | Описание                                                 | Звучание     |
| ------------- | -------------------------------------------------------- | ------------ |
| Малый барабан | Незаглушенный малый барабан                              | 53 KBо файле |
| Малый барабан | Заглушенный малый барабан                                | 37 KBо файле |
| Малый барабан | Rim click                                                | 46 KBо файле |
| Том-томы      | Навесной том 8 дюймов                                    | 59 KBо файле |
| Том-томы      | Навесной том 12 дюймов                                   | 41 KBо файле |
| Том-томы      | Напольный том-том                                        | 39 KBо файле |
| Бас-барабан   | Заглушенный бас-барабан                                  | 54 KBо файле |
| Хай-хэт       | Закрытый хай-хэт                                         | 41 KBо файле |
| Хай-хэт       | Открытый хай-хэт                                         | 58 KBо файле |
| Хай-хэт       | Хай-хэт открывающийся и закрывающийся при нажатии педали | 48 KBо файле |
| Тарелка райд  | Обычный удар                                             | 61 KBо файле |
| Тарелка райд  | Удар по «куполу» тарелки                                 | 71 KBо файле |
| Тарелка райд  | Удар по краю тарелки                                     | 67 KBо файле |
| Тарелка крэш  | Тарелка crash                                            | 52 KBо файле |
| Бит           | Типичный роковый бит с хай-хэтом                         | 95 KBо файле |
| Бит           | Типичный роковый бит с райд-тарелкой                     | 89 KBо файле |

## Размеры
Размер барабанов обычно выражается в виде «диаметр x глубина», в дюймах. Например малые барабаны часто имеют размер 14 × 5,5. Некоторые производители используют обратный порядок — «глубина × диаметр», это Drum Workshop, Slingerland, Tama Drums, Premier Percussion, Pearl Drums, Pork Pie Percussion, Ludwig-Musser, Sonor, Mapex, и Yamaha Drums. 
Стандартные размеры рок-установки таковы: 22" × 18" бас барабан, 12" × 9", 13" × 10" навесные томы, 16" × 16" напольный том и 14" × 5.5" малый барабан. Другая распространенная комбинация «фьюжн». Она включает 20" × 16" бас барабан, 10" × 8", 12" × 9" навесные томы, 14" × 14" напольный том и 14" × 5,5" малый барабан.
В ударных установках для джаза часто отсутствует второй навесной том.
Размеры бас-барабана также отличаются для различных стилей. Для исполнения джазовой музыки используются бас-барабаны небольших размеров, так как роль этого барабана в джазе — скорее расстановка акцентов, чем тяжёлый бит. А для метала, хард-рока используются очень большие бас-барабаны (часто несколько) для тяжёлого, резонансного тона.
Размеры тарелок также измеряются в дюймах: самые маленькие тарелки — сплэш (6—12 дюймов), самые большие — райд (18—24 дюйма).

## Виды
По уровню качества и стоимости
- sub-entry — не предназначены для использования вне учебной комнаты.
- entry level — предназначены для начинающих музыкантов.
- student — хороши для занятий, используются непрофессиональными барабанщиками.
- semi-pro — качество концертных выступлений.
- pro — стандарт для студий звукозаписи.
- custom hand built drumsets — Лучший звук, вид, дерево, качество, внимание к деталям. Ударные установки, собранные специально по заказу музыканта.

По механизму извлечения звука

### Акустические
Звукоизвлечение происходит за счёт вибрации воздуха, создаваемой мембраной и усиленной корпусом барабана.
Акустические с электронными компонентами
Звукоизвлечение такое же как и в акустических, однако к мембранам прикрепляют датчики, преобразующие вибрацию мембраны в электрический сигнал, который можно затем обрабатывать (запись, усиление, искажение).

### Электронные

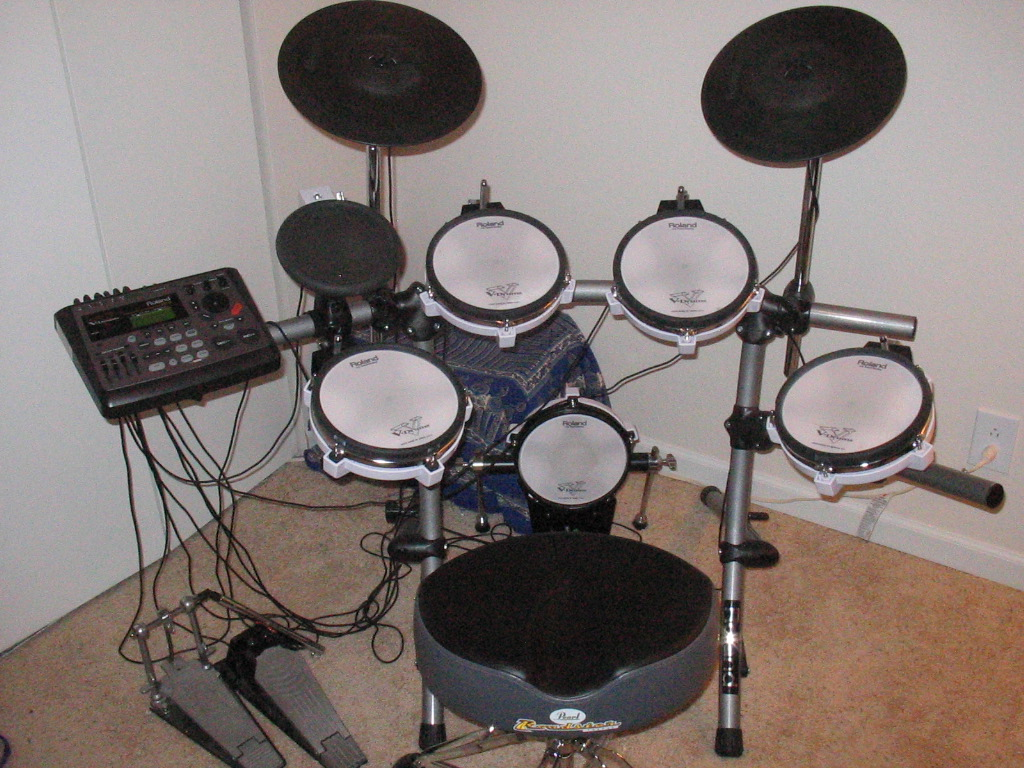
Электронные барабаны Roland V-drums

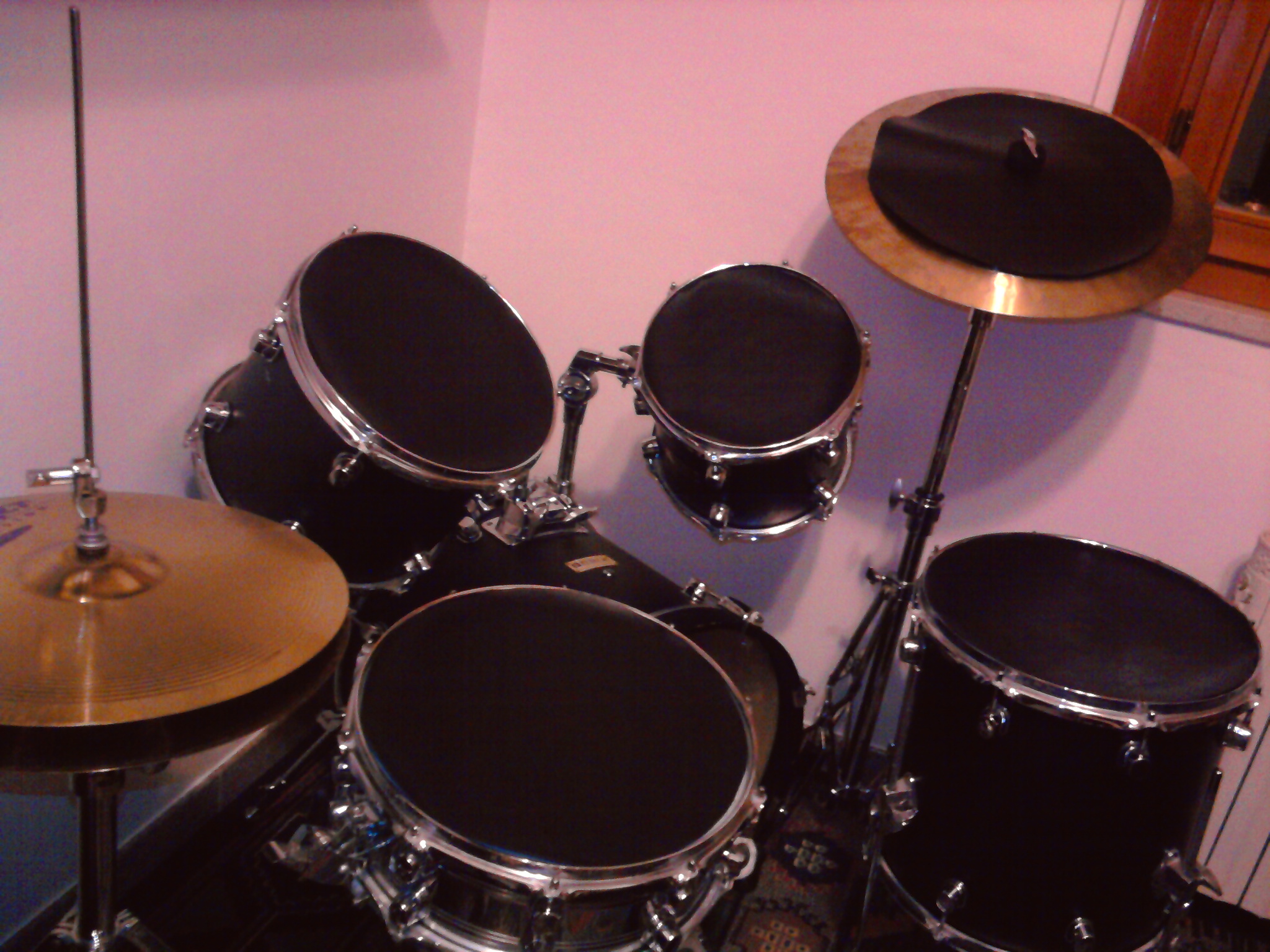
Ударная установка, заглушенная для тренировок

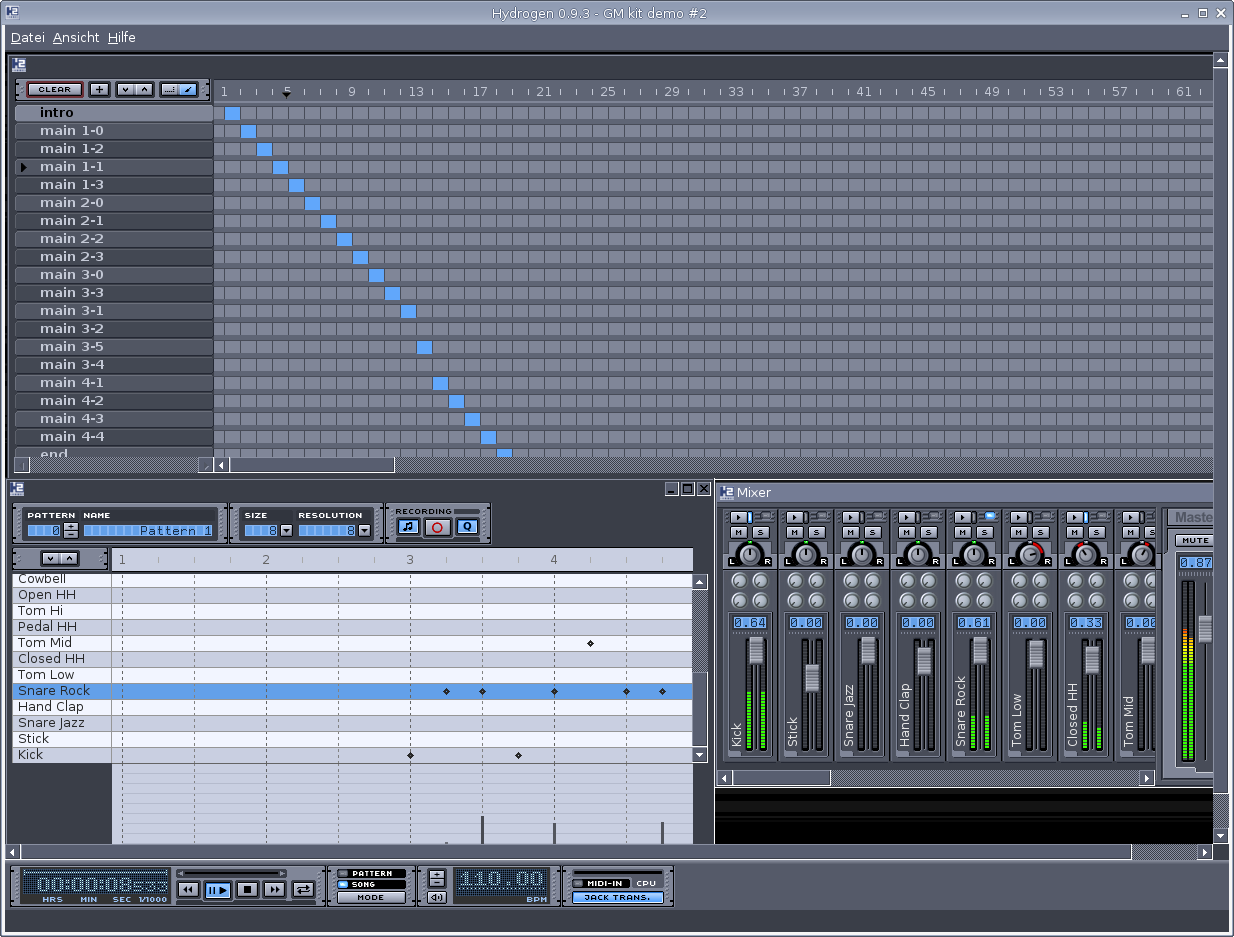
Драм-машина Hydrogen

На электронной ударной установке вместо настоящих инструментов используются более компактные и бесшумные пэды — пэд похож на цилиндр, диаметром от 6 до 12 дюймов, при высоте от 1 до 3 дюймов, в котором расположен датчик (или несколько), «снимающий» удар. Сигналы от датчиков направляются в электронный модуль, обрабатывающий удары. Модуль может генерировать звучание сам или передавать данные MIDI для секвенсора.
На электронных барабанах удобно заниматься в домашних условиях, так как они бесшумные и есть возможность регулировать громкость звука.
Возможно также использование компонентов электронной установки совместно с акустической установкой.
Электронные одномодульные
Схема реализации такая же, как и в электронных барабанах. Только реализовано всё в одном корпусе небольшого размера в пределах 20х10х5 дюймов.

### Тренировочные
Внешне похожи на электронные. Вместо пэдов используются обрезиненные металлические пластины, или акустические барабаны с бесшумными пластиками и заглушками. Не имеют электронного модуля и не издают звуков, так как главная цель — тренировка. Часто используются дома для занятий, не мешающих окружающим. Для тренировки можно использовать и электронную с наушниками, но тренировочная установка стоит гораздо дешевле.

### Цифровые
Чаще всего это набор MIDI-звуков в специальных программах или программно аппаратных комплексах (драм-машина). Даже не умеющий играть на барабанах может набрать партию ударных и использовать на выступлении или для записи. Существуют так же специальные VST-плагины эмулирующие драм-машину для таких программ, как Cubase или FL Studio; к примеру VST плагин — Superior Drummer.

## Роль ударной установки в музыке
Главной функцией барабанщика как части ритм-секции музыкального коллектива является создание основного ритма, (совместно с бас-гитарой, ритм-гитарой). Как правило, барабанщики используют многократно повторяющиеся фигуры. В основе ритма лежит чередование низкого звука большого барабана и высокого, резкого звука малого барабана.
Помимо этой основной функции барабанщик украшает, подчеркивает основные акценты и изменения мелодии. При этом используются главным образом тарелки, особенно креш, или дробь на малом барабане. Некоторые произведения включают соло на ударных, в это время остальные инструменты отходят на задний план.
Микки Ди, ударник Motörhead в одном из интервью сказал:

На сцене энергия и само сценическое шоу важны не меньше, чем сам процесс игры на инструментах. Игра на барабанах это только часть профессии барабанщика, для выразительности нужно быть шоу-мэном, и я всегда помню об этом во время выступлений. Публика хочет видеть шоу, а не просто группу музыкантов, выполняющих какие-то телодвижения.

### Отличия барабанной партии в различных стилях
Джаз отличается сложными рисунками, мелкими брейками и специально отведенными для соло участками композиций.
Барабанные партии рока более экспрессивные, сильные, с крупными сбивками и энергичными переходами.
Для ме́тала характерна игра на большой скорости, использование бласт-бита, двух бас-бочек или двойной педали.
В таких стилях, как прогрессивный рок и прогрессивный метал, барабанщики широко экспериментируют с музыкальным размером, усложняют метр и ритм.
В хип-хопе, рэпе ритм часто программируется с помощью драм-машины или семплируется.
В поп-музыке ударные используются очень ограниченно, на одной громкости и в идеальном темпе.

## Нотация
Первоначально ударная установка нотировалась в басовом ключе. В настоящее время обычно используется нейтральный ключ из двух параллельных вертикальных линий. На стандартном нотном стане партия ударной установки может записываться различными обозначениями. Обычно в начале каждой партии приводится расшифровка расположения инструментов и всех встречающихся знаков. В некоторых случаях (довольно часто — в упражнениях) указывается аппликатура — порядок чередования рук при ударах. Ниже приводится самый распространённый вариант нотации барабанов.

### Приемы игры
- Rim click — удар по ободу малого барабана обратным концом палочки (другие названия — side stick).
- Rimshot — удар наконечником палочки по пластику с одновременным ударом плечом этой же палочки по ободу. Даёт высокий, богатый обертонами звук.
- Stick shot — удар палочкой по палочке, лежащей на пластике.
- Brush sweep — шуршание щётками по пластику круговыми движениями.

### Акценты
Анти-акценты
1. Немного мягче, чем окружающие ноты: u (breve)
2. Заметно мягче, чем остальные ноты: () (головка ноты в скобках)
3. Намного мягче, чем остальные ноты: [ ] (головка ноты в квадратных скобках)